# Nelson Teich
Nelson Luiz Sperle Teich, né le 24 juillet 1957 à Rio de Janeiro, est un médecin oncologue, homme d'affaires et homme politique brésilien. Il est nommé ministre de la Santé du Brésil par le président Bolsonaro le 16 avril 2020, en remplacement de Luiz Henrique Mandetta. Il démissionne moins d’un mois plus tard le 15 mai, sur fond de désaccord sur la gestion de la crise du Covid-19.

## Biographie
Diplômé de l'Université d'État de Rio de Janeiro, il s'est spécialisé en oncologie à l'Institut national du cancer. Il a aussi obtenu une spécialisation en Sciences et économie de la santé de l'Université d'York, en Angleterre.
En 1990, il fonde le groupe Clínicas oncológicas integradas (COI) et le dirige jusqu'en 2018. Il devient alors le conseiller en santé de Jair Bolsonaro pendant la campagne présidentielle. Après la victoire de Bolsonaro, il n'est cependant pas choisi pour occuper le poste de ministre de la Santé, qui revient à Luiz Henrique Mandetta. Mais les divergences entre celui-ci et le président à propos du confinement pendant la crise du covid-19 (Mandetta défend un confinement large tandis que Bolsonaro souhaite le limiter aux personnes âgées et fragiles, pour ne pas freiner l'économie) aboutissent à son limogeage le 16 avril 2020. Le même jour, Nelson Teich est nommé ministre alors qu'il prône pourtant la même politique que son prédécesseur pour enrayer la pandémie,. 
Il démissionne le 15 mai 2020, en raison de divergences concernant les mesures de lutte contre le coronavirus.